# Tianchisaurus nedegoapeferima
Tianchisaurus nedegoapeferima es la única especie conocida del género extinto Tianchisaurus (zhn. “lagarto de Tianchi”) de dinosaurio tireóforo anquilosauriano, que vivió entre mediados y finales del período Jurásico, hace aproximadamente entre 166 a 161 millones de años desde el Bathoniense al Oxfordiense, en lo que es hoy Asia. Encontrado en la Formación Toutunhe, Valle de Sangonghe, Condado de Fukang, Xinjang, Cuenca de Junggar, China. Fue incluido en la familia Ankylosauridae por Dong Zhiming lo que lo haría el segundo miembro más antiguo de esta después de Spicomellus. A diferencia de otros anquilosáuridos, le faltaba la porra al extremo de la cola. 
El espécimen tipo, IVPP V. 10614, descubierto en 1974, consta de fragmentos de cráneo, cinco cervicales, seis dorsales, siete sacros y tres caudales, fragmentos de extremidades, escudos y algunos fragmentos no identificables, fue llamado informalmente "Jurassosaurus" por la película de 1993 Parque Jurásico, y la especie T. nedegoapeferima está formado por los apellidos de los actores principales del film: Sam Neill, Laura Dern, Jeff Goldblum, Richard Attenborough, Bob Peck, Martin Ferrero, Ariana Richards, y Joseph Mazzello. El director Steven Spielberg, que ha financiado la investigación de los dinosaurios chinos, propuso el nombre. Dong Zhiming al final descartó el nombre "Jurassosaurus", que ahora es considerado inválido, en favor de Tianchisaurus, pero reteniendo el nombre en honor a los actores. El nombre válido proviene de la palabra china Tian Chi, con el que se nombra el famoso lago celestial, de las montañas Tian Shan.  El documento de descripción usa las grafías Tianchiasaurus y Tianchisaurus indistintamente, pero se escribe con la "a" adicional en la sección que lo nombra como un nuevo género. En 1994, Dong publicó una errata afirmando que Tianchisaurus es el nombre correcto. Sanghongesaurus, descrito por Zhao Xijin en 1983, a veces se lo clasifica como un ornitisquio basal o sinónimo de Tianchisaurus. Tianchisaurus probablemente estaba relacionado con los únicos otros anquilosaurios conocidos vivos al mismo tiempo durante el Jurásico Medio, Sarcolestes y Spicomellus.